# Weißwurstäquator

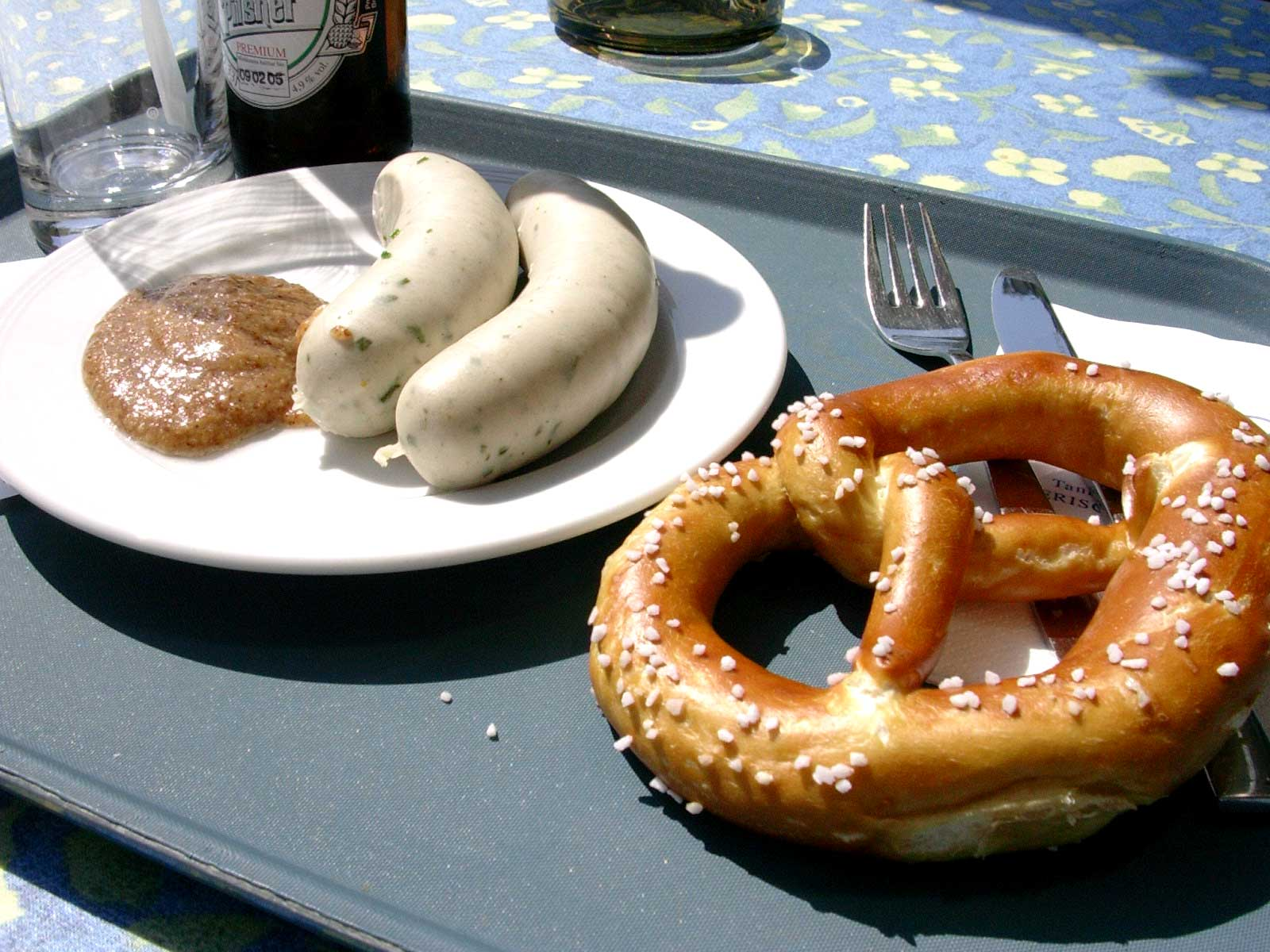
Białe kiełbaski z „Brezn” (preclem) i musztardą

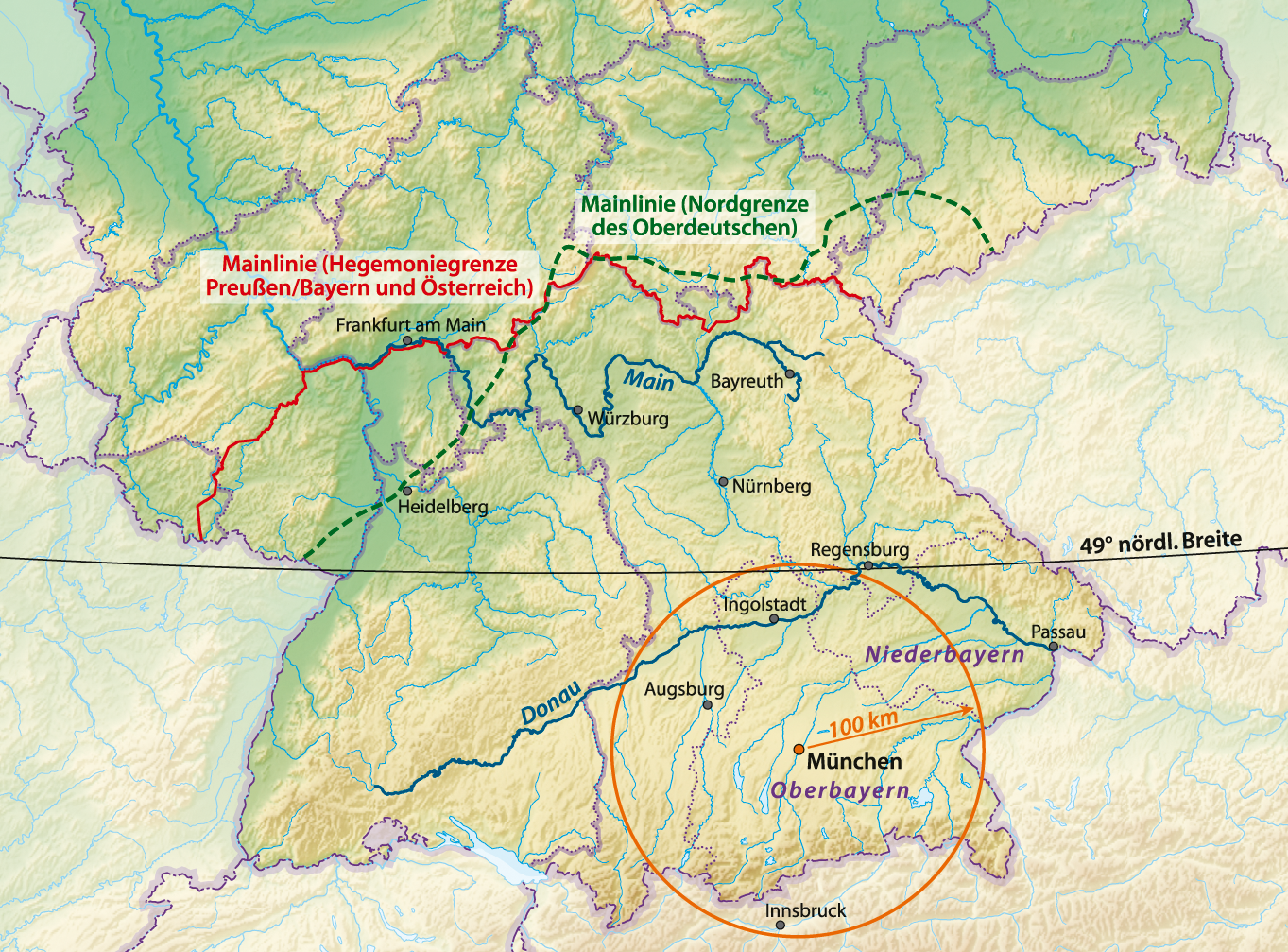
Mapa przedstawiająca różne definicje równika kiełbasianego

Weißwurstäquator (dosł. Równik Białej Kiełbasy) – żartobliwe niemieckie określenie granicy kulturowej pomiędzy Starą Bawarią a resztą Niemiec. Linia graniczna ma wyznaczać zasięg „bawarskiej kultury kulinarnej” wraz z jednym z jej najważniejszych elementów: monachijskim weißwurstem.
Termin powstał przez złożenie nazwy białej kiełbasy typu Weißwurst oraz niemieckiego określenia Äquator oznaczającego równik. Spotykane jest również określenie Weißwurstgrenze – granica białej kiełbasy.

## Różne granice
Nie istnieje powszechnie akceptowana definicja kiełbasianego równika. Jedna z wersji uznaje, że biegnie on środkiem górnego Dunaju, jednak zgodnie z tą definicją poza strefą oddziaływania kultury południowoniemieckiej znalazłyby się części Dolnej Bawarii, Górnej Bawarii i Górnego Palatynatu. Inna z wersji podaje, że granica biegnie mniej więcej wzdłuż 49. równoleżnika, na północ od miasta Ingolstadt. Trzecia z definicji uznaje, że równikiem tym jest w istocie okrąg o promieniu 100 kilometrów wokół miasta Monachium, a więc obejmuje jedynie wycinek Górnej i Dolnej Bawarii, a także część Rejencji Szwabskiej.
Do pewnego stopnia idea granicy kulturalnej między południem a północą Niemiec ma odzwierciedlenie w historii tego kraju. Przykładowo tzw. Linia Menu (w przybliżeniu wzdłuż rzeki Men) rozgraniczała strefy wpływów między Prusami a Austrią; ona również bywa nazywana linią białej kiełbasy. Linia ta zostawia jednakże po stronie południowej także Badenię-Wirtembergię oraz większą część historycznej Frankonii, które kulturowo znacznie odbiegają od wzorca bawarskiego – a Weißwurst tradycyjnie tam nie występowała. Alternatywną granicą mogą być także, wynikające z podziałów politycznych i historycznych, izoglosy oddzielające dialekty górno- i środkowoniemieckie języka wysokoniemieckiego (linie Germersheim czy Karlsruhe), a także środkowoniemieckie od dolnoniemieckich (linia benracka, linia Uerdingen, linia Spiry).
Do oddzielenia kultury południowych i północnych Niemiec mogą służyć także, również mniej lub bardziej humorystyczne, linie zasięgu występowania gry karcianej Schafkopf (tylko na południu), linia odgraniczająca Niemców witających się określeniem grüß Gott od tych używających formy guten Tag, czy też granica, za którą domyślnym piwem przestaje być Weißbier.